# Eupithecia venusta
Eupithecia venusta är en fjärilsart som beskrevs av William Schaus 1913. Eupithecia venusta ingår i släktet Eupithecia och familjen mätare. Inga underarter finns listade i Catalogue of Life.